# La Marseillaise (livre)
Pour les articles homonymes, voir La Marseillaise (homonymie).
La Marseillaise est un essai de Marc-Édouard Nabe, publié par les éditions du Dilettante en septembre 1989.

## Résumé
Le livre est un portrait du jazzman Albert Ayler. Sa reprise de La Marseillaise donne son titre à l'ouvrage. La couverture est l'œuvre du dessinateur Siné.

## Accueil critique
Pour Patrick Besson, dans Le Figaro Littéraire, La Marseillaise « est une ode à la désobéissance civile », « un hymne à la désobéissance littéraire ».

## Reprise
En 1990, lors du Festival de jazz de Paris, Marc-Édouard Nabe a lu des extraits de son livre, en compagnie du saxophoniste Charles Tyler, ancien musicien d'Albert Ayler. Les deux hommes ont répété l'expérience en février 1992, à Toulon.

## Édition
- Marc-Édouard Nabe, La Marseillaise, Le Dilettante, 1989, 48 p.  (ISBN 2905344326)
  - Rééd 2009, 48 p  (ISBN 9782842631703)